# Brierley
Brierley è un paese di 5.973 abitanti della contea del South Yorkshire, in Inghilterra.